# Altendorf
Altendorf és un municipi suís del cantó de Schwyz, situat al districte de March.